# Episodi di Les Mystères de l'amour (ventinovesima stagione)
La ventinovesima stagione della serie televisiva Les Mystères de l'amour è andata in onda in Francia dal 30 aprile al   25 settembre 2022 sul canale Telemontecarlo.
In Italia è inedita.
| nº | Titolo originale           | Titolo italiano | Prima TV Francia  | Prima TV Italia |
| -- | -------------------------- | --------------- | ----------------- | --------------- |
| 01 | Tendre anniversaire        |                 | 30 aprile 2022    |                 |
| 02 | Doux aveux et désaveux     |                 | 1 maggio 2022     |                 |
| 03 | Double Je                  |                 | 7 maggio 2022     |                 |
| 04 | Dramatique explication     |                 | 8 maggio 2022     |                 |
| 05 | Nouveaux dangers           |                 | 14 maggio 2022    |                 |
| 06 | En duo                     |                 | 15 maggio 2022    |                 |
| 07 | De l'une aux autres        |                 | 22 maggio 2022    |                 |
| 08 | Triple jeu                 |                 | 28 maggio 2022    |                 |
| 09 | Sauvetage imprévu          |                 | 29 maggio 2022    |                 |
| 10 | Etoiles et astéroide       |                 | 4 giugno 2022     |                 |
| 11 | Enlèvement retard          |                 | 5 giugno 2022     |                 |
| 12 | Mariage en danger          |                 | 11 giugno 2022    |                 |
| 13 | Comme un bouquet de fleurs |                 | 12 giugno 2022    |                 |
| 14 | Terreur à tous les otages  |                 | 18 giugno 2022    |                 |
| 15 | Amazones dangereuses       |                 | 19 giugno 2022    |                 |
| 16 | Enlèvements et libération  |                 | 25 giugno 2022    |                 |
| 17 | Dans tous les sens         |                 | 26 giugno 2022    |                 |
| 18 | Mariage?                   |                 | 3 luglio 2022     |                 |
| 19 | Rentrée mouvementée        |                 | 28 agosto 2022    |                 |
| 20 | Sous surveillance          |                 | 4 settembre 2022  |                 |
| 21 | Quatruple jeu              |                 | 10 settembre 2022 |                 |
| 22 | Danger à Nashville         |                 | 11 settembre 2022 |                 |
| 23 | L'homme à tout faire       |                 | 17 settembre 2022 |                 |
| 24 | Troublante vision          |                 | 18 settembre 2022 |                 |
| 25 | Fin du jeu                 |                 | 24 settembre 2022 |                 |
| 26 | Explosif                   |                 | 25 settembre 2022 |                 |